# 克拉奇菲爾德 (肯塔基州)
克拉奇菲爾德（英語：Crutchfield）是位於美國肯塔基州富爾頓縣的一個非建制地區。

## 地理
克拉奇菲爾德所處的海拔為高於海平面121米（即397英呎），而該地所採用的時區為UTC-6，即北美中部時區（CST）。同時該地設有夏令時間，為UTC-6調快一小時，即UTC-5（CDT）。